# Neokorporatismus
„Mit dem Begriff Neokorporatismus wird die Einbindung („Inkorporierung“) von organisierten Interessen in Politik und ihre Teilhabe an der Formulierung und Ausführung von politischen Entscheidungen bezeichnet.“ Der Neokorporatismusbegriff knüpft an den älteren Begriff des Korporatismus an, der seine Interessenvermittlung über eine begrenzte Anzahl von hierarchisch strukturierten Zwangsverbänden organisiert, die durch staatliche Lizenz das Repräsentationsmonopol innehaben und damit als „verlängerter Arm“ des Staates fungieren. Im Neokorporatismus unterstehen die Verbände keiner direkten staatlichen Kontrolle und sind autonom, was die Art und den Umfang des Interesses betrifft. Im Gegensatz zum Pluralismusmodell nimmt der Staat jedoch direkt oder indirekt Einfluss auf die Bildung von Interessengruppen und auf die Organisierung kollektiver Interessen, beispielsweise durch die Vorgabe von allgemeinen Rahmenbedingungen. Die Interessenverbände stellen dabei „Agenturen der Interessenvermittlung“ dar, die im „Prozess der Organisierung das, was als Gruppeninteresse gelten soll, erst noch erzeugen müssen und im Verlauf der Auseinandersetzungen verändern können.“ Dessen Struktur der Interessenvermittlung ist nicht als ein starres Gebilde zu verstehen, sondern eher als eine angewandte Strategie des politischen Systems, „um in gewissen Bereichen gemeinsam interessierende politische Themen kooperativ zu bearbeiten.“
Diese Kooperation erfolgt zum gegenseitigen Nutzen, bei dem die Verbände fachspezifisches Wissen bereitstellen und die Interessenpositionen ihrer Mitglieder diskutieren und in aggregierter Form in den politischen Prozess mit einfließen lassen. Damit sorgen sie für die Akzeptanz und Implementierung staatlicher Maßnahmen und können gleichzeitig konkrete Gestaltungsvorschläge einbringen.